# Réseau de bus des TL
Les autobus de Lausanne constituent un des trois réseaux de transport en commun de la ville de Lausanne et de son agglomération en Suisse. Il est mis en service en 1929 et, en 2016, compte 30 lignes exploitées par une centaine d'autobus pour une longueur totale de 179,1 km.

## Histoire
Le réseau d'autobus de Lausanne voit le jour en 1929 avec la reprise par les Tramways lausannois de la ligne S entre Lausanne et Saint-Sulpice. L'année suivante, les lignes « Cité » et « Mousquines » (actuelles lignes 16 et 13) voient le jour puis en 1933 la ligne « Tunnel - Monts de Pully » (actuelle ligne 65) voit le jour à son tour.
En 1962 et 1963, les lignes des tramways héritées de la Compagnie des chemins de fer électriques régionaux du Jorat, absorbée par les TL en 1910, à savoir les lignes Lausanne-Moudon, Lausanne-Chalet à Gobet et En Marin-Savigny sont remplacées par des lignes de bus.
Entre 1971 et 1987, une ligne de bus fonctionne entre Lausanne et l'aéroport international de Genève.
En 1998 le réseau met en service ses premiers autobus fonctionnant au gaz naturel pour véhicules (GNV), suivis en 2002 par les premiers articulés à plancher bas.
Entre 2006 et 2008, dans l'attente de l'ouverture de la ligne M2 du métro de Lausanne, les autobus ont remplacé l'ancienne ligne à crémaillère Lausanne-Ouchy.
Le 14 décembre 2008, soit quelques semaines après l'ouverture du m2, le réseau de bus est entièrement refondu dans le cadre de l'opération « Réseau 08 » ou « R08 » : la ligne 45 est partiellement remplacée par le m2, d'autres lignes sont quant à elles modifiées — les lignes 13, 16, 32, 45, 60, 62, 64 et 65 voient leur itinéraire changer —, et de nouvelles lignes sont créées — les lignes 22, 41, 42 et 56. Les TL ont également décidé de supprimer les horaires sur les grandes lignes : les fréquences de passage sont désormais indiquées sur des bornes aux arrêts.

## Réseau
Le réseau de bus des TL est constitué de 30 lignes de bus — 25 par des autobus dits « réguliers » — desservant une population de 274 380 habitants. En 2017, en comptant les lignes de métros et de trolleybus en plus des lignes de bus, les TL disposent d'un réseau de 253,3 km, et ont transporté 112 327 000 passagers Sans les lignes de métro et de trolleybus, les TL disposent d'un réseau de 178,2 km, et ont transporté 69 733 000 passagers, ce dernier chiffre intégrant les lignes de trolleybus.
Le réseau urbain des TL est constitué d'une trentaine de lignes dont 25 urbaines.

### Lignes de journée
Le réseau comprend trente lignes, 24 lignes urbaines et 6 lignes régionales, exploitées pour la plupart par la Société anonyme Transports publics de la région lausannoise (TL), s'étendant sur 179,1 km (97,5 km en urbain et 81,6 km en régional) à travers Lausanne et son agglomération, le tout situé sur une dizaine de zones de la communauté tarifaire Mobilis Vaud. Il est exploité à l'aide des 169 véhicules des TL, plus ceux repris progressivement dès 2017 à MSA,,.
Le matériel est remisé et entretenu aux dépôts de Perrelet et de La Borde.

### Taxibus
Pour les zones à faible densité de population, les TL disposent d'un service de transport à la demande nommé Taxibus.

### Service Pyjama
Le service de bus pyjama, également appelé bus de nuit, comporte 6 lignes, les lignes N1, N2, N3, N4, N5, N6. La ligne N1 relie Saint-François au Grand-Mont, dans la commune du Mont-sur-Lausanne. La ligne N2 relie Saint-François à Vers-chez-les-Blancs. La ligne N3 relie Saint-François à Praz-Séchaud. La ligne N4 relie Saint-François à Mex VD, Les Esserts, dans l'ouest lausannois. La ligne N5 relie Saint-François à Saint-Sulpice, Venoge Sud. Et pour finir, la ligne N6 relie Saint-François à Grandvaux, Pra Grana. Ces lignes circulent uniquement les nuit de vendredi à samedi et de samedi à dimanche, ainsi que les veille de jours fériés. Ils circulent de 00h à 05h du matin. 

### Aménagement des arrêts
L'aménagement des arrêts est commun entre les bus et les trolleybus. Il se compose d'un abribus comportant le nom de l'arrêt, les horaires des lignes le desservant et les arrêts les plus importants se voient dotés en plus d'un distributeur automatique de titres de transport (DATT) et d'une borne d'information aux voyageurs en temps réel.
Les arrêts secondaires ou situés à des emplacements ne permettant pas l'implantation d'un abri sont remplacés par de simples poteaux, parfois accompagnés d'un DATT.
L'essentiel des abribus et poteaux d'arrêts ont été renouvelés dans les années 1990, mais on peut encore trouver sur le réseau régional des abris des années 1960 voire comme à Prilly des kiosques en béton hérités de l'ancien tramway. Enfin, un troisième modèle d'abri, le plus récent, existe sur les extensions ouvertes dans les années 2000. Des poteaux d'arrêts ancien modèle, datant des années 1970, peuvent eux aussi subsister.
Depuis les années 1990, les arrêts sont desservis à la demande, les voyageurs devant faire signe au conducteur ou appuyer sur les boutons d'arrêt demandé à bord des bus, sauf aux arrêts majeurs en centre-ville et aux terminus où l'arrêt obligatoire subsiste.

### Matériel roulant
Pour 2018, les TL ont commandé 19 autobus Mercedes-Benz Diesel répartis en : 8 « autobus moyen » (midibus ?) dont 6 pour remplacer les Van Hool à empattement court série 301-306, 5 autobus standards et 6 autobus articulés ; en dehors du remplacement de la série 301-306, cette livraison sera destinée à l'augmentation de la flotte de la compagnie.
Septembre 2023 marque l'arrivée de l'Autobus électrique MAN numéro 475, tout premier autobus électrique des TL. Ce véhicule a part la suite été suivis de 4 autres autobus du même modèle, les numéros 471 à 474, arrivés entre septembre et octobre 2023. Ces véhicules ont roulés d'abord uniquement sur la ligne 24, reliant Tour Haldimand-Lac au quartier de la Bourdonnette. Par la suite, ces derniers ont également pu effectuer quelques services sur les lignes 32 et 64. 

#### Véhicules en service

##### Minibus
|  | Numéros de parc | Nombre | Constructeur(s) | Modèle              | Énergie | Plancher bas | Mise en service              |
|  | --------------- | ------ | --------------- | ------------------- | ------- | ------------ | ---------------------------- |
|  | 345-354         | 10     | Mercedes-Benz   | Sprinter 516        | Diesel  | non          | 2013-2014                    |
|  | 355-356         | 2      | Mercedes-Benz   | Sprinter City 65    | Diesel  | oui          | 2018                         |
|  | 361-366         | 6      | Mercedes-Benz   | Sprinter City 75    | Diesel  | oui          | 2021                         |
|  | 371-376         | 6      | Kutsenits       | Sprinter City Light | Diesel  | oui          | 2025 - en cours de livraison |

La livraison des nouveaux minibus devrait servir à augmenter la flotte en cas de panne et à augmenter l'accessibilité des bus aux TL.

##### Midibus
|  | Numéros de parc | Nombre | Constructeur(s) | Modèle             | Énergie | Plancher bas | Mise en service |
|  | --------------- | ------ | --------------- | ------------------ | ------- | ------------ | --------------- |
|  | 311-315         | 5      | MAN             | Lion's City M      | Diesel  | oui          | 2016            |
|  | 321-328         | 8      | Mercedes-Benz   | Citaro C2 K        | Diesel  | oui          | 2018            |
|  | 331 - 332       | 2      | Mercedes-Benz   | Citaro C2 K Hybrid | Hybride | oui          | 2019            |

##### Autobus standards et autocars
|  | Numéros de parc | Nombre | Constructeur(s)  | Modèle           | Énergie    | Plancher bas                  | Mise en service |
|  | --------------- | ------ | ---------------- | ---------------- | ---------- | ----------------------------- | --------------- |
|  | 121-123         | 3      | MAN              | Lion's Regio     | Diesel     | non (autocar) mais équipé PMR | 2017            |
|  | 401-417         | 17     | MAN              | Lion's City      | Diesel     | oui                           | 2014            |
|  | 421-425         | 5      | Mercedes-Benz    | Citaro C2        | Diesel     | oui                           | 2018            |
|  | 441-450         | 10     | Mercedes-Benz    | Citaro C2 Hybrid | Hybride    | oui                           | 2019-2021       |
|  | 471-475         | 5      | MAN              | Lion's City 12E  | Électrique | oui                           | automne 2023    |
|  | 541-553         | 13     | Alexander Dennis | Enviro 500       | Diesel     | oui                           | été 2019        |

Une commande de 13 nouveaux bus à impériale sera livrée en 2019 afin de renforcer la capacité des lignes régionales 60, 62 et 65.

##### Autobus articulés
|  | Numéros de parc  | Nombre | Constructeur(s) | Modèle         | Énergie | Plancher bas | Mise en service        |
|  | ---------------- | ------ | --------------- | -------------- | ------- | ------------ | ---------------------- |
|  | 561-571          | 11     | Mercedes-Benz   | Citaro C2 G    | Diesel  | oui          | 2020-2021              |
|  | 581-594          | 14     | Mercedes-Benz   | Citaro C2 G    | Diesel  | oui          | 2018                   |
|  | 631-667, 670-695 | 63     | MAN             | Lion's City GL | Diesel  | oui          | 2013-2014 et 2016-2017 |

#### Véhicules hors-service

##### Midibus
|  | Numéros de parc | Nombre | Constructeur(s) | Modèle                       | Énergie                    | Plancher bas | Mise en service | Mise hors-service |
|  | --------------- | ------ | --------------- | ---------------------------- | -------------------------- | ------------ | --------------- | ----------------- |
|  | 121-137         | 17     | Van Hool        | A508                         | Diesel                     | non          | 1989-1990       | 2004-2010         |
|  | 301-306         | 6      | Van Hool        | newA330N (Empattement court) | Gaz naturel pour véhicules | oui          | 2008            | 2018              |
|  | 381-390         | 10     | Van Hool        | A500                         | Diesel                     | non          | 1987-1990       | 2007              |

##### Autobus standards
|                                       | Numéros de parc | Nombre | Constructeur(s) | Modèle                           | Énergie                    | Plancher bas | Mise en service | Mise hors-service |
| ------------------------------------- | --------------- | ------ | --------------- | -------------------------------- | -------------------------- | ------------ | --------------- | ----------------- |
|                                       | 341-371         | 30     | MAN             | SL200                            | Diesel                     | non          | 1980            | 2001              |
|                                       | 421-435         | 15     | Van Hool        | A330                             | Diesel                     | oui          | 1999-2000       | 2009              |
|                                       | 441-457         | 17     | Van Hool        | newA330 CNG                      | Gaz naturel pour véhicules | oui          | 2004-2006       | 2014              |
| Le VanHool TL n°463 à Délices en 2019 | 461-467         | 7      | Van Hool        | newA330 CNG                      | Gaz naturel pour véhicules | oui          | 2009            | 2018-2020         |
|                                       | 501-506         | 6      | Neoplan         | N4026/3 (bus à impériale)        | Diesel                     | oui          | 1998            | 2008              |
|                                       | 511-516         | 6      | MAN             | Lion's City DD (bus à impériale) | Diesel                     | oui          | 2008            | 2019-2020         |

##### Autobus articulés
|  | Numéros de parc | Nombre | Constructeur(s) | Modèle                        | Énergie | Plancher bas | Mise en service | Mise hors-service | Remarques                                                       |
|  | --------------- | ------ | --------------- | ----------------------------- | ------- | ------------ | --------------- | ----------------- | --------------------------------------------------------------- |
|  | 451-467         | 17     | MAN / Lauber    | SG 280 H                      | Diesel  | non          | 1983-1985       | 2002-2006         |                                                                 |
|  | 531-537         | 7      | Solaris         | Urbino 18                     | Diesel  | oui          | 2005            | 2007-2013         |                                                                 |
|  | 541-560         | 20     | Van Hool        | AG300/2                       | Diesel  | oui          | 2001            | 2014              |                                                                 |
|  | 561-573         | 13     | Van Hool        | newAG300                      | Diesel  | oui          | 2004-2005       | 2013, 2018        | Mis hors-service le 6 juin 2013 en raison d'un incendie moteur. |
|  | 601-622         | 22     | Neoplan         | N4522/3 Centroliner Evolution | Diesel  | oui          | 2007            | 05/2017           |                                                                 |

### Accidents
Le vendredi 13 novembre 2009, aux alentours de 9 h 30, l'autobus à gaz no 431 mis en service en l'an 2000 prend feu sur la ligne 30, au terminus de la Bourdonnette, et est entièrement détruit. Par mesure de précaution, les 14 autres véhicules de la même série sont immobilisés, puis reformés. Deux véhicules, les nos 433 et 434 sont cependant conservés quelques années pour la formation des nouveaux chauffeurs.
Le conducteur ayant repéré de la fumée suspecte se dégageant du moteur et ayant fait descendre l'unique passagère du véhicule, aucun blessé n'est à déplorer. Il tente, en vain, d'éteindre le feu à l'aide d'un extincteur en attendant l'arrivée des pompiers, pour éteindre le feu et refroidir le véhicule. L'incendie est du, selon l'expertise menée en conséquence, à une fuite d'huile.
Consécutivement aux incendies début 2017 de deux unités de la même série 601-622 de marque Neoplan datant de 2007, l'un (604) le 24 janvier 2017 (presque entièrement détruit), l'autre (622) le 3 mars 2017, (uniquement le compartiment moteur). Après cette série d'incidents, les TL décidèrent d'immobiliser le reste de la série afin d'éviter tous incidents supplémentaires, puis de retirer définitivement l'intégralité de la série 601-622 en mai 2017, remplacés par des MAN Lion's City.
Les TL avaient déjà été confronté à un scénario similaire en 2005 avec la série de trolleybus 801-827 de la même marque dont deux unités ont été détruites, ce qui mena à la mise hors service de la série.

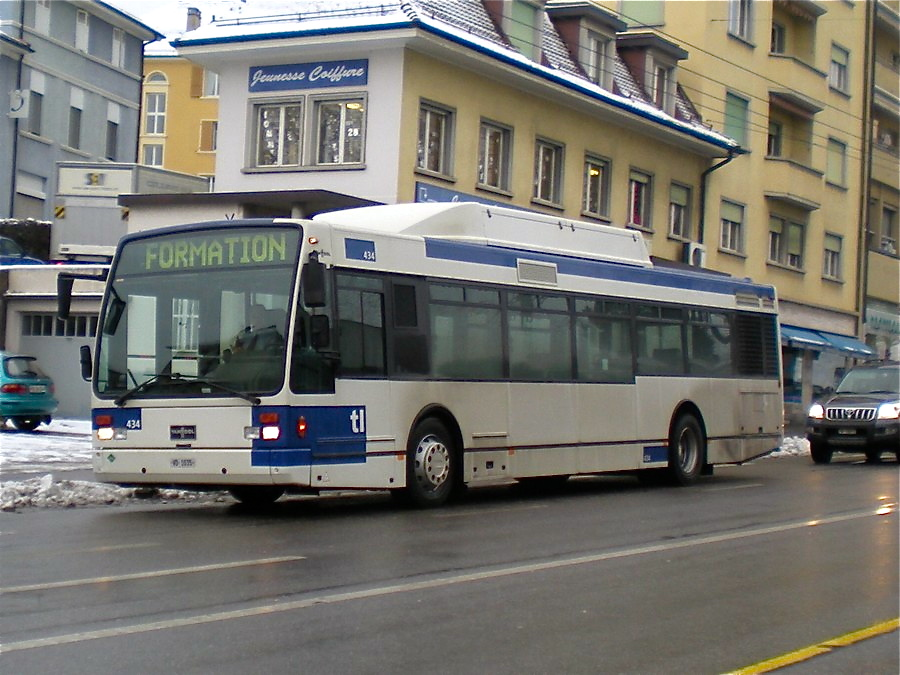
Le Van Hool no 434 en 2010.
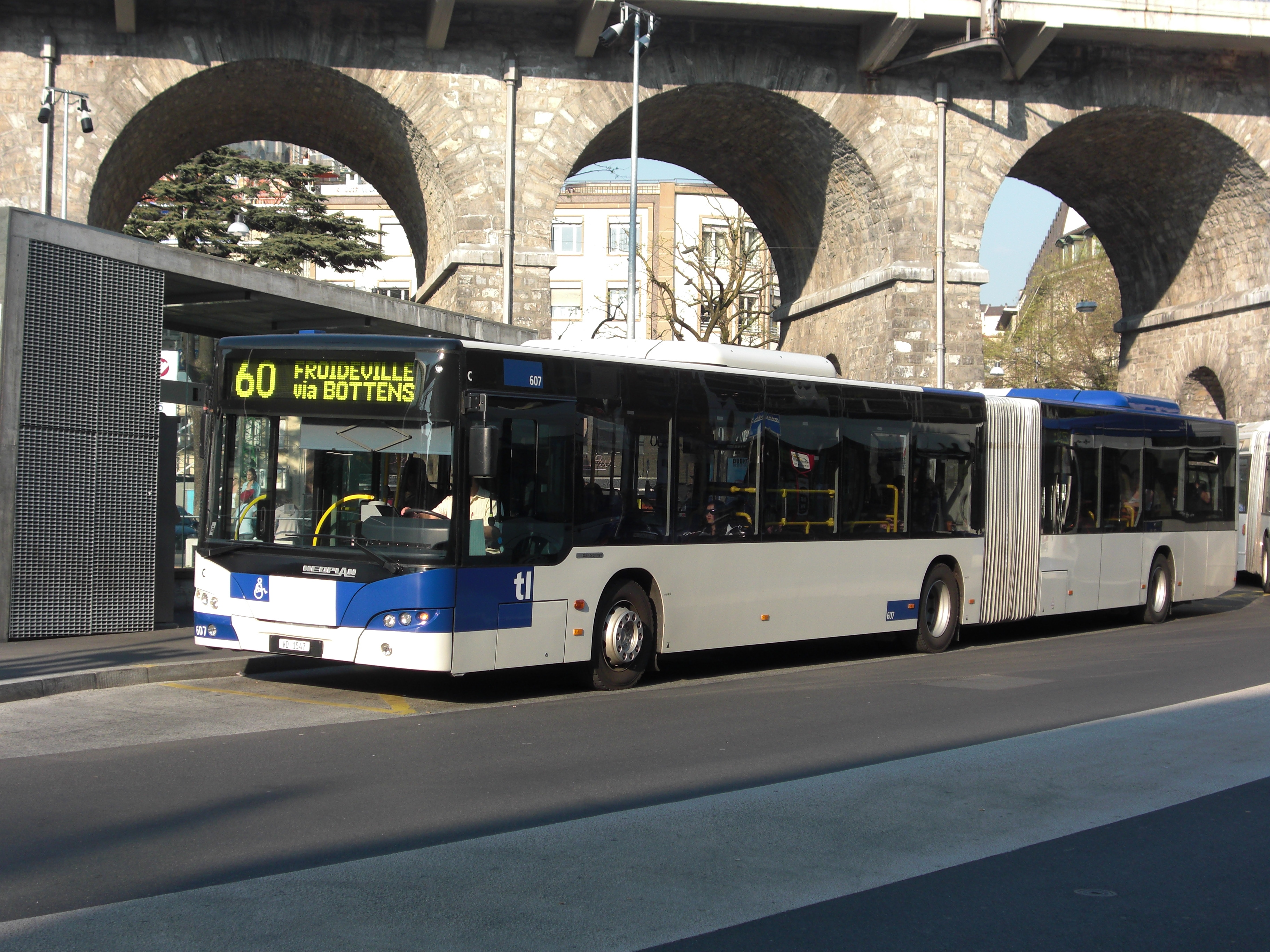
Le Neoplan N4522 no 607 en 2011, de la même série que ceux ayant pris feu en 2017.

### Tarification
Le réseau urbain se trouve intégralement dans les zones 11 et 12 (Grand Lausanne) alors que le réseau régional s'étend sur une dizaine de zones tout autour (15 à 19, 57, 60, 61, 65). La tarification est identique à celle des autres lignes des transports publics de la région lausannoise et du canton de Vaud en général, un billet unitaire une zone plein tarif coûte 3 CHF, 3,70 CHF pour deux zones.